# Luis Carlos Santiago Zabaleta
Luis Carlos Santiago Zabaleta (Errenteria, Guipúscoa, 5 de setembre de 1946) és un exjugador de bàsquet basc.

## Trajectòria
En un inici juga al Col·legi Ciutat Laboral Dom Bosco a l'handbol i al futbol, esports de major popularitat que el bàsquet a la seva terra. Després es decideix pel bàsquet i crida l'atenció de José Antonio Gasca, personatge essencial en la història del bàsquet guipuscoà i particularment en la de Zabaleta. Després d'un pas per l'ESTE (anagrama d'Estudis Superiors Equips Tècnics Empresarials), ingressa amb 20 anys al Club Atlético San Sebastián, l'equip de Gasca. En aquell temps és seleccionat per Espanya, arribant a disputar els Jocs Olímpics de l'any 1968. Després que Gasca deixés el Club Atlètic Sant Sebastià, per anar a entrenar a França, Zabaleta també deixa el club i fitxa per l'Águilas de Bilbao. Després tornaria a Sant Sebastià, on acabaria per retirar-se.